# Lecanora crassithallina
Lecanora crassithallina är en lavart som beskrevs av van den Boom. Lecanora crassithallina ingår i släktet Lecanora och familjen Lecanoraceae.   Inga underarter finns listade i Catalogue of Life.